# Alocórtex
O alocórtex ou córtex heterogenético e o neocórtex são os dois tipos de córtex cerebral no cérebro. O alocórtex é a área muito menor do córtex que ocupa apenas dez por cento; o neocórtex ocupa os 90 por cento restantes. É caracterizada por ter apenas três ou quatro camadas corticais, em contraste com as seis camadas do neocórtex. Existem três subtipos de alocórtex: o paleocórtex, o arquicórtex e o perialocórtex - uma zona de transição entre o neocórtex e o alocórtex.